# Batalha de Lashkargah
A Batalha de Lashkargah foi uma batalha entre as Forças de Segurança Nacional do Afeganistão e o Talibã pelo controle da cidade de Lashkargah. Os Estados Unidos implementaram ataques aéreos para tentar ajudar as forças afegãs. Desde que os combates começaram no final de julho, confrontos ocorreram em torno da residência do governador, da sede da Direção Nacional de Segurança, da delegacia de polícia e da prisão. A sede da polícia foi capturada pelos talibãs em 12 de agosto de 2021 e as últimas forças governistas evacuaram ou se renderam durante a noite de 12 a 13 de agosto de 2021. Devido aos combates, houve vítimas civis.

## Antecedentes
Lashkargah, capital da província de Helmand, foi anteriormente atacada pelo Talibã em outubro de 2020. Segundo o governador, o ataque foi malogrado. Os confrontos estavam ocorrendo em torno da cidade em maio de 2021. Nas semanas que antecederam o início de junho, o Talibã realizou vários ataques a Lashkargah, principalmente nos distritos 10 e 3 da cidade. Os distritos passaram rapidamente para o controle dos talibãs.

## Batalha
A cidade foi atacada de várias direções em 29 de julho de 2021. Por volta dessa época, os combates começaram em Lashkargah, embora estivessem em andamento ao seu redor por várias semanas. Os confrontos continuaram no primeiro e no sétimo distritos, as forças do governo mantiveram apenas o nono. Os reforços chegaram em 31 de julho, após semanas solicitando-os. Os Também ocorreram confrontos entre os talibãs e as forças de segurança perto da residência do governador, da delegacia de polícia e da sede da Direção Nacional de Segurança. Em 2 de agosto, o edifício da emissora de televisão do governo em Lashkargah foi capturado. Apenas um distrito permaneceu sob controle do governo.
No final de 4 de agosto, uma grande operação de evacuação foi lançada pelo governo. O Talibã estava disputando o prédio do governador, a delegacia de polícia, a prisão e a sede da Direção Nacional de Segurança. Os residentes de Lashkargah foram avisados para evacuar. Dois dias depois, um ataque aéreo em Lashkargah matou Mawlawi Mubarak, comandante da unidade de elite do Grupo Vermelho talibã. Neste ponto, nove distritos foram tomados pelo Talibã. Em 9 de agosto, os confrontos concentraram-se nos distritos um e dois. As autoridades disseram que nessas áreas os talibã foram repelidos.
A delegacia de polícia caiu para o controle dos talibãs em 12 de agosto, após um atentado suicida com um carro-bomba no dia anterior e um cerco de duas semanas. As forças de segurança se retiraram para a residência do governador nas proximidades, de onde as forças governamentais restantes foram evacuadas de helicóptero ou se renderam durante a noite de 13 de agosto, deixando o Talibã no controle da cidade.

## Impacto
Civis foram afetados negativamente pelos combates e ficaram feridos ou mortos. Entre 9 de julho e 10 de agosto, 183 civis foram mortos e 1.181 feridos em Lashkargah, Kandahar, Herat e Kunduz. 40 civis foram mortos em 3 de agosto. O Centro Cirúrgico de Emergência dentro da cidade estava com 90% da capacidade em 1 de agosto.

## Significado
Helmand foi o foco das campanhas estadunidenses e britânicas no Afeganistão. Capturar a cidade seria um aumento significativo no moral do Talibã e uma fonte de renda com os campos de papoula da província.